# Crosslauf-Afrikameisterschaften 2020
Die 6. Crosslauf-Afrikameisterschaften hätten am 8. April 2020 in Lomé, der Hauptstadt Togos, stattfinden sollen. Veranstalter wäre die Confédération Africaine d’Athlétisme gewesen. Sie wurden wegen der COVID-19-Pandemie erst auf 2021 und dann weiter auf einen späteren Termin verschoben.